# Johann August Kaupert

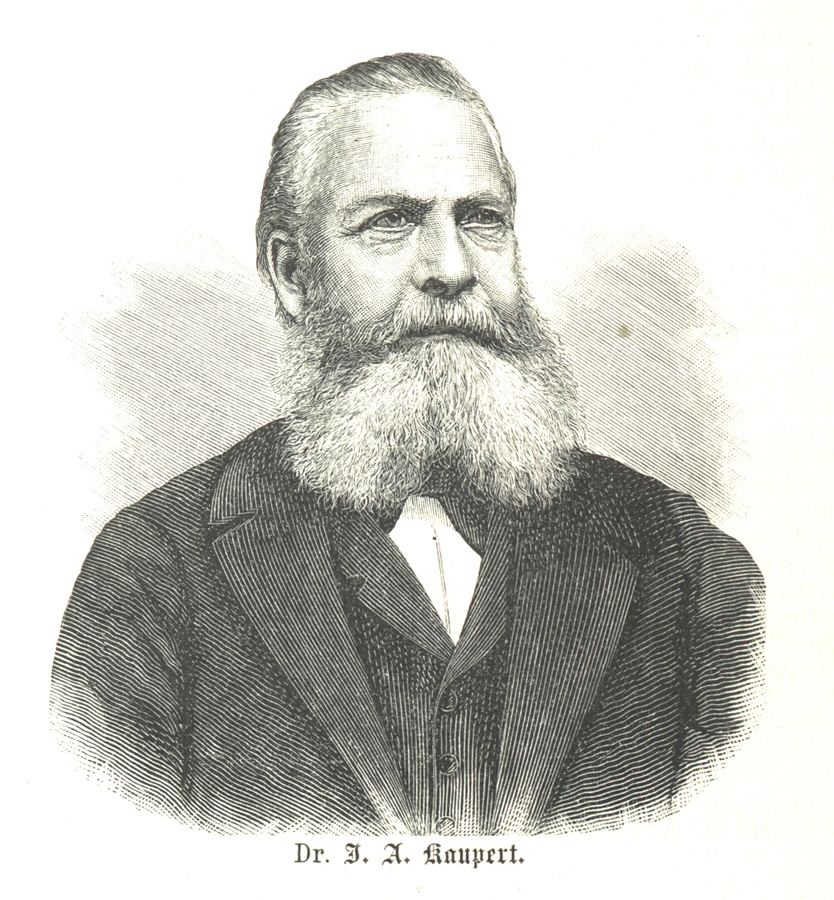
Johann August Kaupert

Johann August Kaupert (* 9. Mai 1822 in Kassel; † 11. Februar 1899 in Berlin) war ein deutscher Kartograph. Zunächst bei der kurhessischen topografischen Landesvermessung und bei der Herausgabe der amtlichen Kartenwerke Kurhessens tätig, wurde er 1869 als Vermessungsdirigent an die Topographische Abteilung des preußischen Generalstabes nach Berlin berufen und leitete nach der Reorganisation der Landesaufnahme 1875 die Aufnahme der Messtischblätter 1:25000. In dieser Position war er wesentlich an der Erstellung von Kartenwerken für das Deutsche Reich während der Kaiserzeit beteiligt. Er erhielt 1889 den Ehrendoktor der Universität Straßburg und war Geheimer Kriegsrat.